# A Little Party Never Killed Nobody (All We Got)
Singles de Fergie
Beautiful Dangerous
(2011) L.A. Love (La La)
(2014)
A Little Party Never Killed Nobody (All We Got) est un titre single de Fergie, chanteuse des Black Eyed Peas, sorti en 2013.
Cette chanson fait partie de la B.O. du film Gatsby le Magnifique sorti la même année.
| Pays              | Top Position |
| ----------------- | ------------ |
| Australia         | 43           |
| Austria           | 17           |
| Belgio (Vallonia) | 5            |
| Belgio (Fiandre)  | 28           |
| Canada            | 72           |
| Repubblica Ceca   | 5            |
| Francia           | 27           |
| Germania          | 10           |
| Irlanda           | 89           |
| Italia            | 78           |
| Nuova Zelanda     | 3            |
| Polonia           | 5            |
| Slovacchia        | 31           |
| Regno Unito       | 90           |
| Svezia            | 14           |
| Svizzera          | 49           |
| Stati Uniti       | 77           |

## Clip vidéo
La chanson est sortie pour la première fois le 6 août 2013 et son clip a été réalisé par Fatima Robinson, filmé en mars 2013, qui a également réalisé plusieurs clips de Fergie. Le concept de la vidéo est une grande fête de style années 1920 avec des danseurs, des lumières et du champagne. La vidéo met en vedette Q-Tip et GoonRock, mais la star du spectacle est Fergie. La vidéo présente une apparition de Jake Shears, chanteur principal du groupe Scissor Sisters.